# Ковпаківський заказник
Ландшафтний заказник «Ковпаківський» — анульована природоохоронна територія у Дніпропетровській області.
Заказник створено рішенням № 231 виконкому Дніпропетровської обласної Ради народних депутатів від 09 червня 1988 р. «Про розширення мережі природно-заповідних територій та об'єктів області». статус при створенні — державний ландшафтний заказник місцевого значення, площа при створенні — 400 га. Характеристика при створенні: «Заплавна ділянка ріки Оріль, що зберегла свій природний стан, вкрита типовим заплавним комплексом рослинності. Фауна представлена сірими та білими чаплями, лелеками, водяними курочками, дикими качками.».
17 грудня 1990 року виконком Дніпропетровської обласної Ради народних депутатів приймає рішення № 469 «Про мережу територій та об'єктів природно-заповідного фонду», додатком 1 якого підтверджує список існуючих природоохоронних територій, серед яких пунктом 2 додатку значиться державний ландшафтний заказник місцевого значення «Ковпаківський». Опис природоохоронної території, опис розташування, площа та інше збігаються з аналогічними описами рішення № 231.
19 грудня 1995 року розпорядженням голови облдержадміністрації № 50-р «Про мережу територій та об'єктів природно-заповідного фонду області» було змінено площу об'єкту, до 456,5 га, та вказано підпорядкування його «Колективному сільськогосподарському підприємству „Вікторія“ Магдалинівського району, Мінсільгоспу та Продовольства України».
16 лютого 2001 року Дніпропетровська облрада ухвалила рішення № 361-15/XXIII «Про погодження створення заказників загальнодержавного значення та скасування статусу ландшафтного заказника місцевого значення „Ковпаківський“», згідно з пунктом 2 якого заказник Ковпаківський ліквідовано у зв'язку з входженням його території до ландшафтного заказника загальнодержавного значення «Приорільський».